# Józef Franciszek Dobrowolski

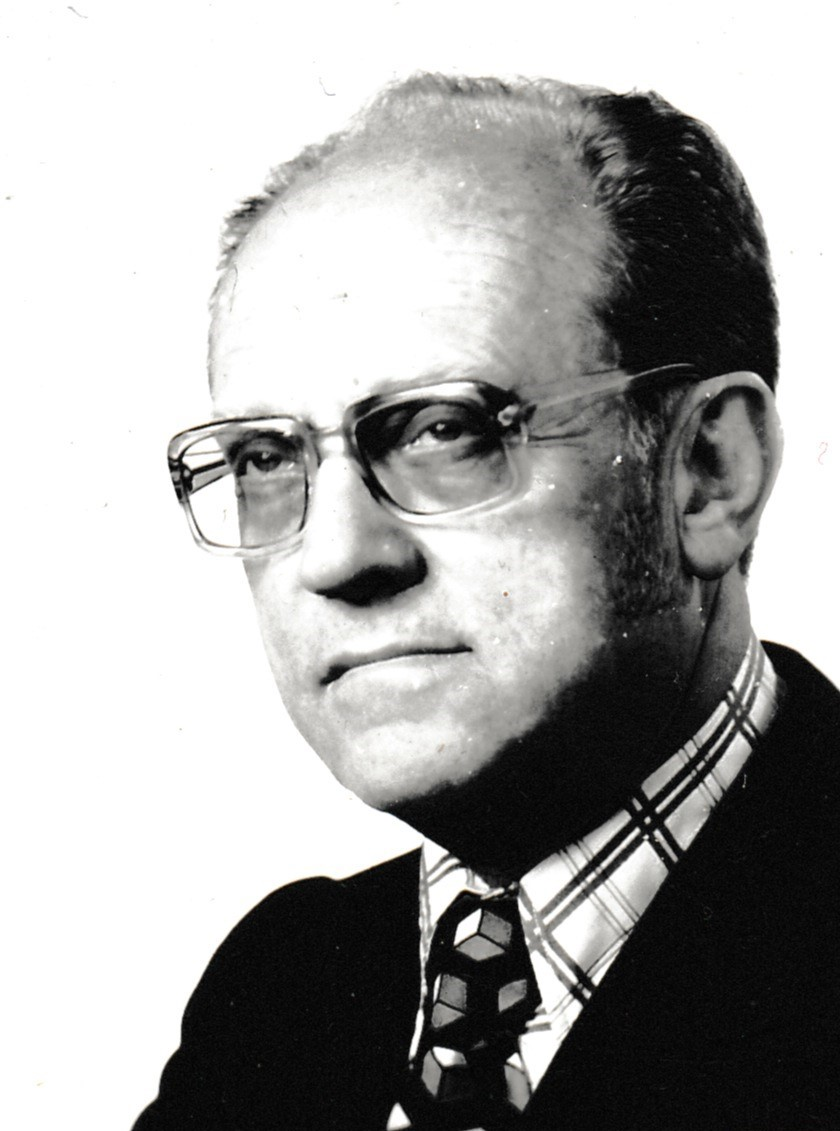
Józef Franciszek Dobrowolski

Józef Franciszek Dobrowolski (ur. 17 marca 1930 w Krakowie) – polski lekarz, specjalista chorób wewnętrznych, specjalista rentgenolog, specjalista medycyny społecznej. Nauczyciel akademicki, doktor nauk medycznych, doktor habilitowany, profesor tytularny medycyny.

## Życiorys

### Wykształcenie
Urodził się w rodzinie nauczycielskiej. Okres okupacji niemieckiej przebywa w Warszawie, gdzie pobiera naukę na tajnych nauczaniach. Bierze czynny udział w zaopatrywaniu w żywność Żydów, zamieszkujących getto warszawskie. Po uzyskaniu świadectwa dojrzałości, zostaje przyjęty na studia Wydziału Lekarskiego Uniwersytetu Jagiellońskiego, uzyskując dyplom lekarza medycyny. W 1954 roku podejmuje pracę w I Klinice Chorób Wewnętrznych Śląskiej Akademii Medycznej. W latach 1957–1959 odbywa służbę wojskową w stopniu kapitana jako lekarz – starszy asystent oddziału wewnętrznego Szpitala Wojskowego w Gliwicach. Od 1960 roku pracuje w Szpitalu Klinicznym w Zabrzu.

### Praca zawodowa i naukowa
Od 1965 roku pracuje na stanowisku asystenta w I Klinice Chirurgicznej Śląskiej Akademii Medycznej w Zabrzu, specjalizując się równocześnie w radiologii i diagnostyce obrazowej. Po uzyskaniu w 1964 roku stopnia doktora nauk medycznych, oprócz pracy zawodowej, pogłębia pracę naukowo-badawczą. W 1973 roku na Wydziale Lekarskim Uniwersytetu Jagiellońskiego uzyskuje stopień doktora habilitowanego. Zostaje w 1981 roku powołany na kierownika Katedry i Zakładu Radiologii Śląskiej Akademii Medycznej. Tytuł naukowy profesora otrzymuje w 1991 roku. Pracuje na stanowisku profesora zwyczajnego. Pełni funkcję specjalisty regionalnego z zakresu radiologii i diagnostyki obrazowej dla Makroregionu Śląskiego. W 1998 roku został przewodniczącym Komitetu Naukowego XXXV Ogólnopolskiego Zjazdu Radiologów Polskich. Wielokrotnie przewodniczy ogólnopolskim komisjom egzaminacyjnym, na tytuł specjalisty II stopnia z zakresu radiologii i diagnostyki obrazowej. Jako kierownik specjalizacji szkoli lekarzy, co skutkowało uzyskaniem przez 29 lekarzy pierwszego stopnia specjalizacji a 21 drugiego stopnia specjalizacji z zakresu radiologii. Promotor 19 lekarzy, którzy uzyskali stopień naukowy doktora nauk medycznych. Był opiekunem jednego przewodu habilitacyjnego. Wykonał 37 recenzji na stopień naukowy doktora nauk medycznych i jedną na tytuł naukowy profesora medycyny.
Dorobek naukowy obejmuje 198 prac i publikacji naukowych z czego 158 ogłoszonych drukiem. Pięć w czasopismach zagranicznych a 9 w wersji obcojęzycznej. Według zainteresowań i tematycznego podziału diagnostyczno-klinicznego prace naukowe reprezentują:
- 78 pozycji choroby klatki piersiowej
- 37 radiologia pediatryczna
- 33 problematyka interwencyjno-zabiegowa
- 30 choroby jemy brzusznej i przewodu pokarmowego
- 14 choroby układu kostno-stawowego
- 6 usprawnienia sprzętu medycznego

## Odznaczenia i nagrody
- Krzyż Kawalerski Orderu Odrodzenia Polski 1987
- Złoty Krzyż Zasługi 1979
- Odznaczenie Ministra Zdrowia, za wzorową pracę w służbie zdrowia 1981
- Nagroda Naukowa I stopnia Rektora Śląskiej Akademii Medycznej 1981
- Nagroda Naukowa II stopnia Rektora Śląskiej Akademii Medycznej 1996
- Nagroda Dydaktyczna I Stopnia Rektora Śląskiej Akademii Medycznej 1998
- Nagroda Dydaktyczna II Stopnia Rektora Śląskiej Akademii Medycznej 2000
- Nagroda Nauczycielska Dydaktyczno-wychowawcza III stopnia 1983/1984
- Nagroda Nauczycielska Dydaktyczna III stopnia 1984/1985
- Nagroda Nauczycielska Naukowa II stopnia 1984/1985
- Nagroda Nauczycielska Naukowa III stopnia 1985/1986
- Nagroda Nauczycielska Dydaktyczna II stopnia 1988/1989

## Działania niezawodowe
Józef Dobrowolski ma zróżnicowane zainteresowania życiowe. Uprawia żeglarstwo – uzyskuje patent sternika motoro-wodnego. W życiu młodzieńczym interesował się lotnictwem. W związku z tym przebywał w ośrodkach szkolenia, nauczył się sztuki latania i uzyskał licencję pilota szybowcowego. Uprawiał wędkarstwo, startuje w zawodach uzyskując dwukrotnie tytuł mistrza Polski i raz zdobywa srebrny medal wicemistrza świata.
Od wielu lat prezentuje wielkie zamiłowanie do sztuki, dlatego z wielkim zaangażowaniem uprawia malarstwo artystyczne, rzeźbę i pisanie wierszem – poezja. W malarstwie prezentuje szeroką tematykę twórczą. W sumie namalował 96 obrazów, z których część brała udział w licznych wystawach. Trzy obrazy zostały wystawione w Galerii Stanu Karolina Północna – USA. Rzeźby wykonuje w korze topolowej i drewnie lipowym. Większość rzeźb przedstawia wizerunki twarzy według wzorów orientalnych. W poezji dominuje tematyka uczucia i miłości oraz pochwała wybitnych twórców nauk ścisłych.